# Controle multivariável
O controle multivariável refere-se a métodos e técnicas de controle aplicados a sistemas dinâmicos que possuem múltiplas variáveis de entrada e saída. Esses sistemas, conhecidos como MIMO (Multiple Input, Multiple Output), são comuns em aplicações industriais, como processos químicos, aeronáutica, robótica, e sistemas elétricos de potência.
Ao contrário dos sistemas SISO (Single Input, Single Output), onde cada entrada controla uma única saída, os sistemas multivariáveis apresentam interações entre variáveis, o que torna o projeto de controladores mais complexo. Técnicas clássicas de controle, como PID, podem ser insuficientes ou ineficazes quando aplicadas isoladamente em sistemas fortemente acoplados.

### Características
Sistemas multivariáveis apresentam as seguintes características:
- Interação entre variáveis: Uma entrada pode afetar múltiplas saídas.
- Acoplamento: A dinâmica de uma variável pode depender de outra variável.
- Maior complexidade matemática: O uso de vetores e matrizes é comum na modelagem e análise.

### Modelagem
A modelagem de sistemas multivariáveis é frequentemente feita com base em equações diferenciais vetoriais ou funções de transferência matriciais. Representações no espaço de estado são especialmente úteis, pois permitem manipular várias variáveis de forma compacta:
x˙(t)y(t)=Ax(t)+Bu(t)=Cx(t)+Du(t)
Onde:
- x(t) é o vetor de estados;
- u(t) é o vetor de entradas;
- y(t) é o vetor de saídas;
- A,B,C,D são matrizes que descrevem a dinâmica do sistema.

Diversas estratégias são utilizadas para o controle de sistemas multivariáveis:
- Controle Ótimo (LQR, LQG): Minimiza um custo quadrático para obter desempenho ótimo [[1]].
- Desacoplamento Dinâmico: Projetado para reduzir ou eliminar o efeito de acoplamento entre variáveis [[2]].
- Controle por Realimentação de Estado: Utiliza toda a informação de estado do sistema para determinar a ação de controle [[3]].
- Matriz de Resposta em Frequência (FRM) e técnicas como Relative Gain Array (RGA) para análise de acoplamento [[4]].

O controle multivariável é aplicado em:
- Processos químicos industriais (refinarias, indústrias farmacêuticas);
- Sistemas aeroespaciais (controle de atitude e trajetória de aeronaves e satélites);
- Robótica (controle de manipuladores com múltiplos graus de liberdade);
- Redes elétricas (sistemas de controle de tensão e frequência em múltiplos nós).